# Oroszlánszáj
Az oroszlánszáj (Antirrhinum) az ajakosvirágúak (Lamiales) rendjébe és az útifűfélék (Plantaginaceae) családjába tartozó nemzetség.

## Rendszerezés
A nemzetségbe az alábbi 21 faj tartozik:
- Antirrhinum australe Rothm.
- Antirrhinum barrelieri Boreau
- Antirrhinum braun-blanquetii Rothm.
- Antirrhinum charidemi Lange
- Antirrhinum × chavannesii Rothm.
- Antirrhinum graniticum Rothm.
- Antirrhinum grosii Font Quer
- Antirrhinum hispanicum Chav.
- Antirrhinum × kretschmeri Rothm.
- Antirrhinum latifolium Mill.
- kerti oroszlánszáj (Antirrhinum majus) L. - típusfaj
- Antirrhinum martenii (Font Quer) Rothm.
- Antirrhinum meonanthum Hoffmanns. & Link
- Antirrhinum microphyllum Rothm.
- Antirrhinum molle L.
- Antirrhinum × montserratii Molero & Romo
- Antirrhinum pertegasii Rothm.
- Antirrhinum pulverulentum Lázaro Ibiza
- Antirrhinum sempervirens Lapeyr.
- Antirrhinum siculum Mill.
- Antirrhinum valentinum Font Quer